# Fresnes-sous-Coucy
Pour les articles homonymes, voir Fresnes.
Fresnes-sous-Coucy est une commune française située dans le département de l'Aisne, en région Hauts-de-France.
Entre 1943 et 2017, la commune a porté le nom de Fresnes.

## Toponymie
Le nom de la localité est attesté sous les formes Frasnes (1132) ; Altare de Fraisno (1152) ; altare de Fraxino (1187) ; Fraisne (XIIe siècle) ; Ville de Frainnes (1368) ; Frasna (XIVe siècle) ; Fresne (1405) ; Fraisnes (1460) ; Fresnes (1466) ; Fresnne (1671) ; Saint-Martin-de-Fresnes (1698) ; Frenne (1710) ; Frennes (1723).
En ancien français, fresnes signifie « frêne » et fait référence à l'arbre.
Fresnes-sous-Coucy et au nord-est de Coucy-la-Ville. 	

### Hydrographie

#### Réseau hydrographique
La commune est située dans le bassin Seine-Normandie. Elle est drainée par le ruisseau de Servais et le ru Renault,,.
Le ruisseau de Servais, d'une longueur de 17 km, prend sa source dans la commune de Septvaux et se jette  dans l'Oise (rive gauche) à Amigny-Rouy, après avoir traversé sept communes.

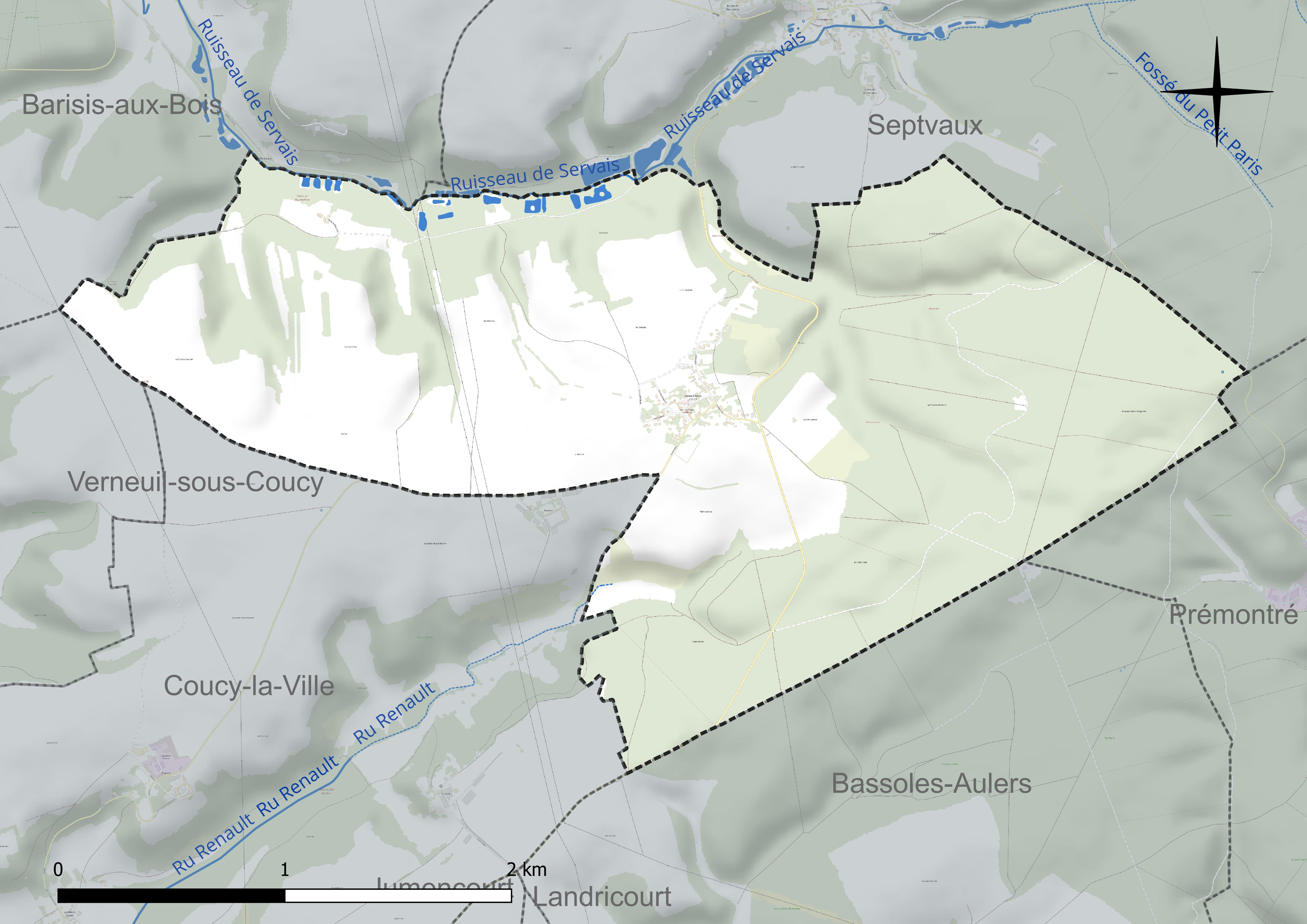
Réseau hydrographique de Fresnes-sous-Coucy.

#### Gestion et qualité des eaux
Le territoire communal est couvert par le schéma d'aménagement et de gestion des eaux (SAGE) « Oise moyenne ». Ce document de planification concerne un territoire de 1 013 km2 de superficie, délimité par le bassin versant de l'Oise moyenne. Le périmètre a été arrêté le 24 avril 2017 et le SAGE est, en 2024, encore en élaboration. La structure porteuse de l'élaboration et de la mise en œuvre est le syndicat mixte du SAGE Oise-Moyenne (SMOM).
La qualité des cours d'eau peut être consultée sur un site spécial géré par les agences de l'eau et l'Agence française pour la biodiversité.

### Climat
Pour des articles plus généraux, voir Climat des Hauts-de-France et Climat de l'Aisne.
En 2010, le climat de la commune est de type climat océanique dégradé des plaines du Centre et du Nord, selon une étude du CNRS s'appuyant sur une série de données couvrant la période 1971-2000. En 2020, Météo-France publie une typologie des climats de la France métropolitaine dans laquelle la commune est exposée à un climat océanique altéré et est dans la région climatique Nord-est du bassin Parisien, caractérisée par un ensoleillement médiocre, une pluviométrie moyenne régulièrement répartie au cours de l'année et un hiver froid (3 °C).
Pour la période 1971-2000, la température annuelle moyenne est de 10 °C, avec une amplitude thermique annuelle de 15 °C. Le cumul annuel moyen de précipitations est de 779 mm, avec 11,8 jours de précipitations en janvier et 9 jours en juillet. Pour la période 1991-2020, la température moyenne annuelle observée sur la station météorologique la plus proche, située sur la commune de Chauny à 13 km à vol d'oiseau, est de 11,1 °C et le cumul annuel moyen de précipitations est de 709,9 mm,. Pour l'avenir, les paramètres climatiques de la commune estimés pour 2050 selon différents scénarios d'émission de gaz à effet de serre sont consultables sur un site spécial publié par Météo-France en novembre 2022.

## Urbanisme

### Typologie
Au 1er janvier 2024, Fresnes-sous-Coucy est catégorisée commune rurale à habitat dispersé, selon la nouvelle grille communale de densité à 7 niveaux définie par l'Insee en 2022.
Elle est située hors unité urbaine et hors attraction des villes,.

### Occupation des sols
L'occupation des sols de la commune, telle qu'elle ressort de la base de données européenne d'occupation biophysique des sols Corine Land Cover (CLC), est marquée par l'importance des forêts et milieux semi-naturels (56,1 % en 2018), une proportion identique à celle de 1990 (56,1 %). La répartition détaillée en 2018 est la suivante : 
forêts (56,1 %), terres arables (33,3 %), zones agricoles hétérogènes (3,7 %), zones urbanisées (3,5 %), eaux continentales (2,2 %), prairies (1,2 %).
L'évolution de l'occupation des sols de la commune et de ses infrastructures peut être observée sur les différentes représentations cartographiques du territoire : la carte de Cassini (XVIIIe siècle), la carte d'état-major (1820-1866) et les cartes ou photos aériennes de l'IGN pour la période actuelle (1950 à aujourd'hui).

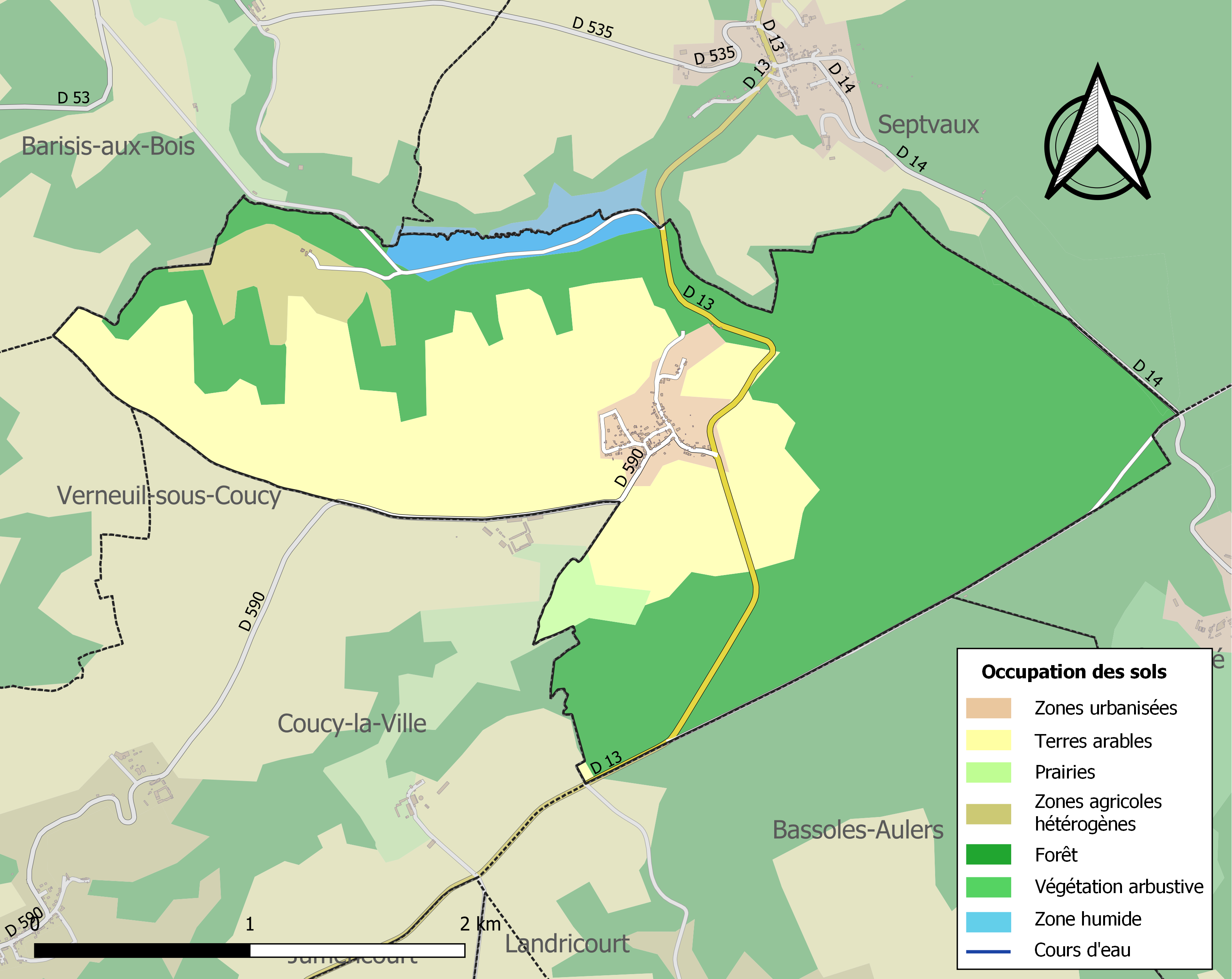
Carte de l'occupation des sols de la commune en 2018 (CLC).

## Histoire
Par décret du 22 décembre 2017, la commune de Fresnes reprend le nom de Fresnes-sous-Coucy depuis le 25 décembre 2017.

## Politique et administration

### Découpage territorial
La commune de Fresnes-sous-Coucy est membre de la communauté de communes Picardie des Châteaux, un établissement public de coopération intercommunale (EPCI) à fiscalité propre créé le 1er janvier 2017 dont le siège est à Pinon. Ce dernier est par ailleurs membre d'autres groupements intercommunaux.
Sur le plan administratif, elle est rattachée à l'arrondissement de Laon, au département de l'Aisne et à la région Hauts-de-France. Sur le plan électoral, elle dépend du  canton de Vic-sur-Aisne pour l'élection des conseillers départementaux, depuis le redécoupage cantonal de 2014 entré en vigueur en 2015, et de la quatrième circonscription de l'Aisne  pour les élections législatives, depuis le dernier découpage électoral de 2010.

### Administration municipale
| Période                                  | Période                   | Identité           | Étiquette | Qualité  |
| ---------------------------------------- | ------------------------- | ------------------ | --------- | -------- |
| Les données manquantes sont à compléter. |                           |                    |           |          |
| avant 1877                               | après 1879                | Sagny              |           |          |
| avant 1981                               | ?                         | Marc Pilat         |           |          |
| mars 2001                                | 2014                      | Alain Dumont       | DVG       |          |
| 2014                                     | mai 2020                  | Jean-Claude Gochon | SE        | Retraité |
| mai 2020                                 | En cours (au 23 mai 2020) | Quentin Guilmont   | SE        | Retraité |

## Démographie
L'évolution du nombre d'habitants est connue à travers les recensements de la population effectués dans la commune depuis 1793. Pour les communes de moins de 10 000 habitants, une enquête de recensement portant sur toute la population est réalisée tous les cinq ans, les populations de référence des années intermédiaires étant quant à elles estimées par interpolation ou extrapolation. Pour la commune, le premier recensement exhaustif entrant dans le cadre du nouveau dispositif a été réalisé en 2006.

En 2022, la commune comptait 160 habitants, en stagnation par rapport à 2016 (Aisne : −1,97 %, France hors Mayotte : +2,11 %).
| 1793 | 1800 | 1806 | 1821 | 1831 | 1836 | 1841 | 1846 | 1851 |
| ---- | ---- | ---- | ---- | ---- | ---- | ---- | ---- | ---- |
| 406  | 441  | 427  | 490  | 515  | 540  | 562  | 530  | 524  |

| 1856 | 1861 | 1866 | 1872 | 1876 | 1881 | 1886 | 1891 | 1896 |
| ---- | ---- | ---- | ---- | ---- | ---- | ---- | ---- | ---- |
| 440  | 415  | 385  | 348  | 330  | 335  | 308  | 286  | 271  |

| 1901 | 1906 | 1911 | 1921 | 1926 | 1931 | 1936 | 1946 | 1954 |
| ---- | ---- | ---- | ---- | ---- | ---- | ---- | ---- | ---- |
| 304  | 289  | 287  | 137  | 155  | 207  | 205  | 213  | 209  |

| 1962 | 1968 | 1975 | 1982 | 1990 | 1999 | 2006 | 2011 | 2016 |
| ---- | ---- | ---- | ---- | ---- | ---- | ---- | ---- | ---- |
| 189  | 170  | 174  | 145  | 146  | 151  | 148  | 156  | 160  |

| 2021 | 2022 | - | - | - | - | - | - | - |
| ---- | ---- | - | - | - | - | - | - | - |
| 161  | 160  | - | - | - | - | - | - | - |

## Lieux et monuments
- Église Saint-Martin,
- La mairie - foyer rural,
- Le monument aux morts,
- Aire de détente randonneurs,
- Circuit pédestre la route serpentin.

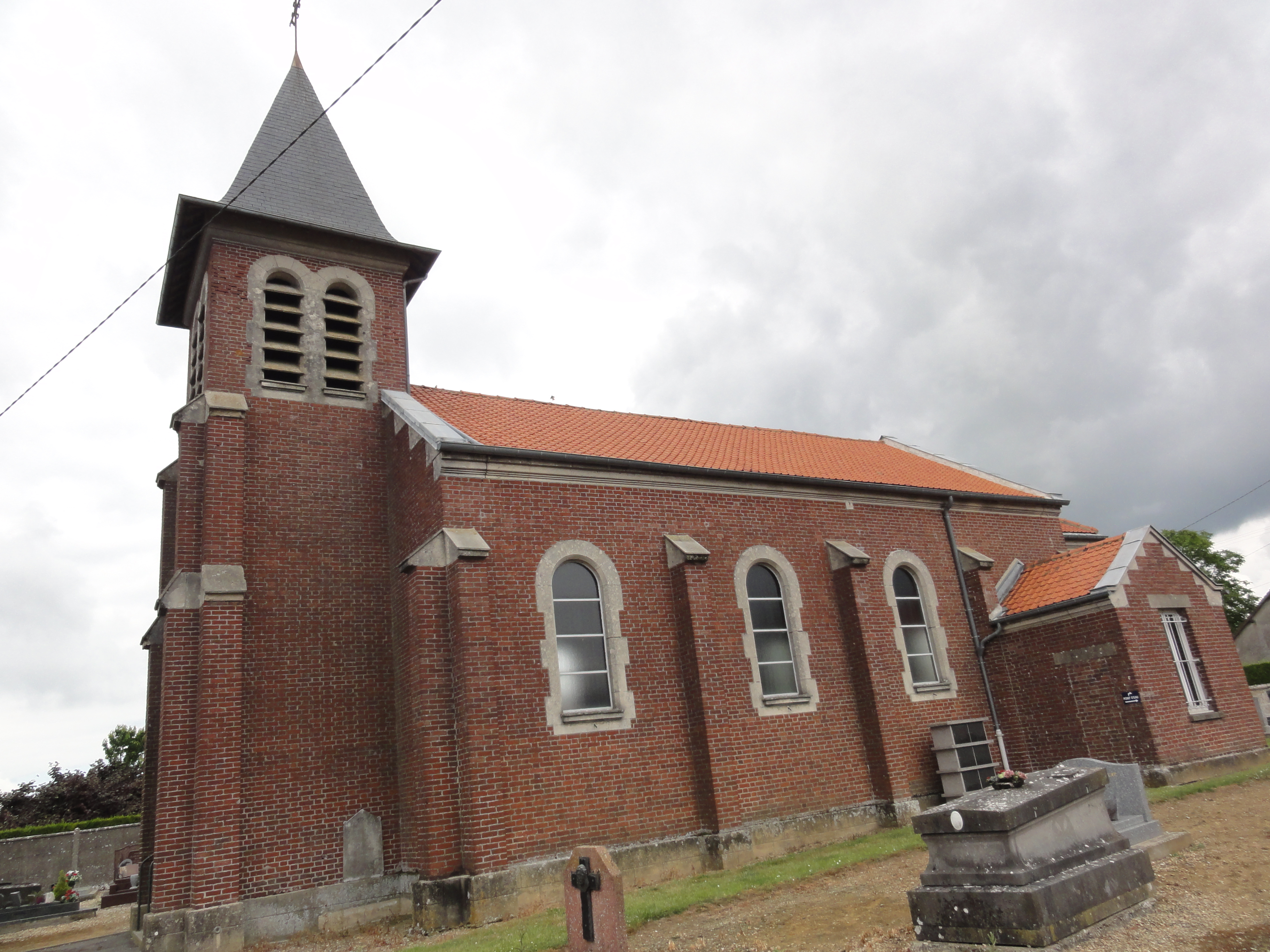
Église Saint-Martin.
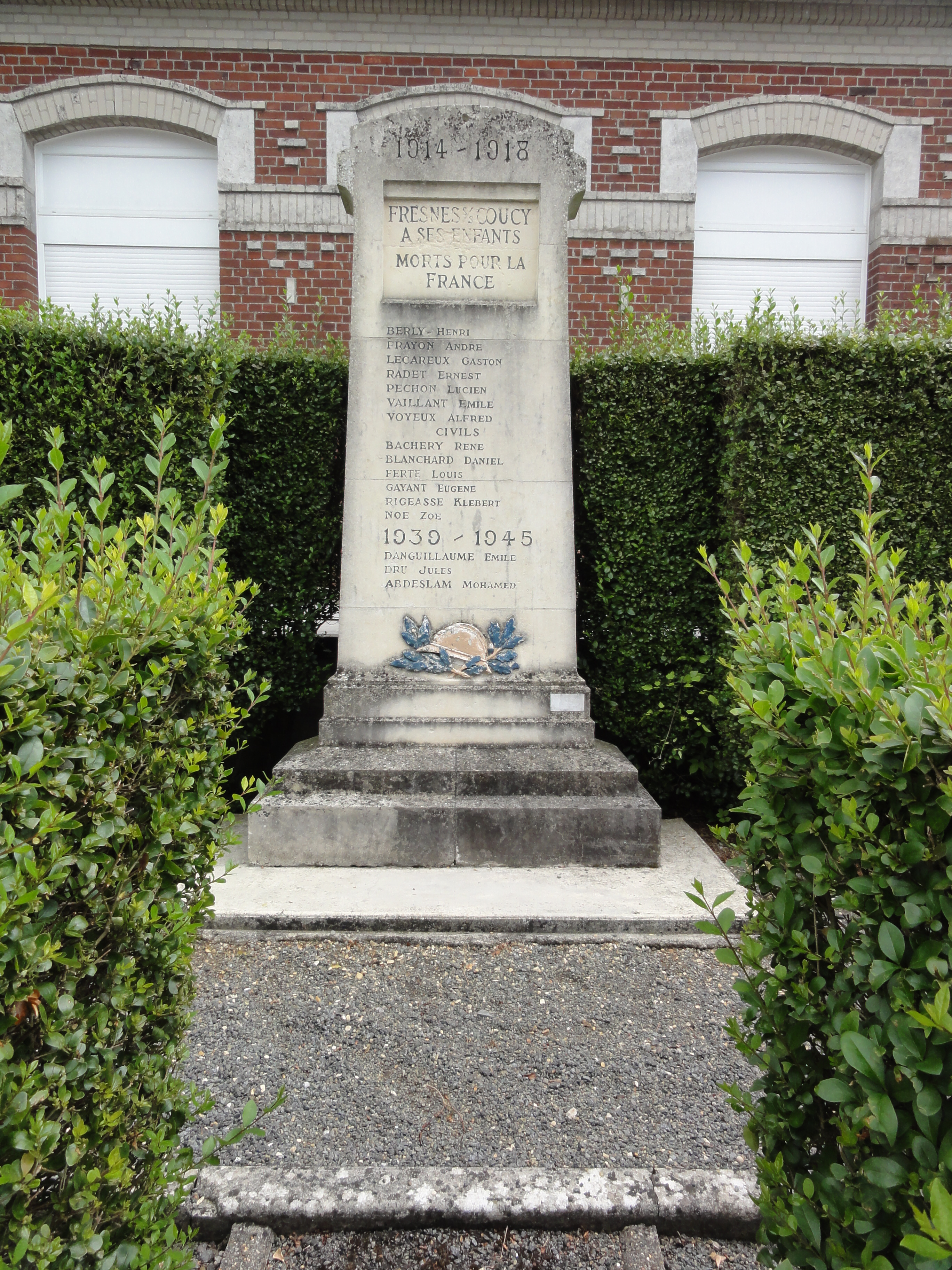
Monument aux morts.
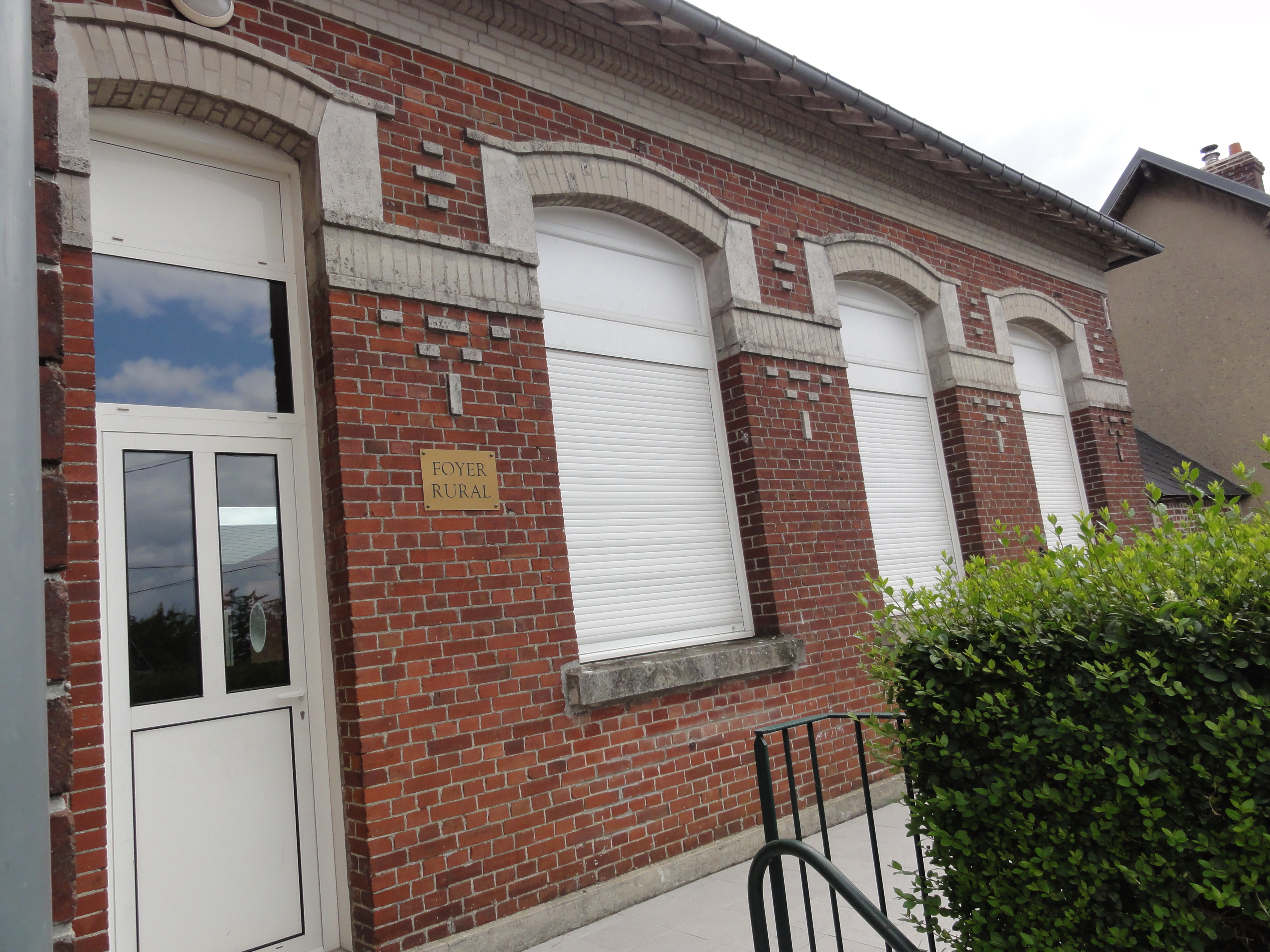
Foyer rural.
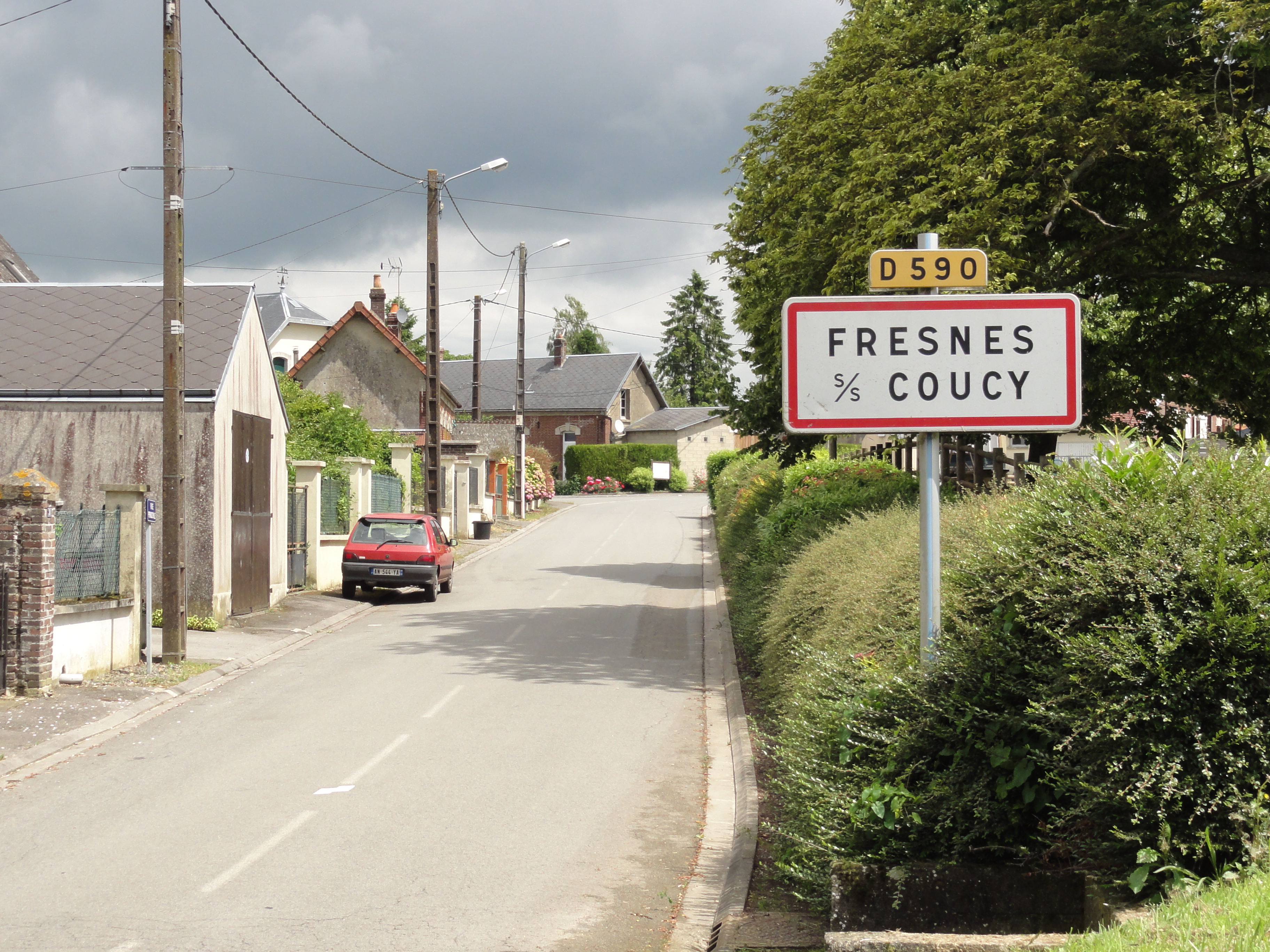
Entrée de Fresnes-sous-Coucy.